# Солнечный (Амурская область)
Со́лнечный — посёлок в Сковородинском районе Амурской области России. Административный центр сельского поселения Солнечный сельсовет.

## География
Расположен к северо-западу от районного центра, города Сковородино, расстояние по автодороге (через Бам и Имачи) — 32 км. Находится на левом берегу реки Малый Ольдой (приток реки Ольдой, бассейн Амура). В 6 км к западу расположено село Тахтамыгда.
Транссибирская магистраль проходит в 1,5 км южнее посёлка. Автодорога Чита — Хабаровск — в 4 км южнее посёлка.

## История
Поселок основан в 1969 г.

## Топонимика
Современное название поселку дана в годы, когда жизнь в стране становилась лучше с каждым днем, люди верили в светлое, солнечное будущее, поэтому и название символичное.

## Население
| 2002 | 2010 | 2012 | 2013 | 2014 | 2015 | 2016 |
| ---- | ---- | ---- | ---- | ---- | ---- | ---- |
| 487  | ↘408 | ↘382 | ↘373 | ↘360 | ↘349 | →349 |
| 2017 | 2018 |      |      |      |      |      |
| ↘339 | ↗341 |      |      |      |      |      |